# Blagovest Stojanov
Blagovest Stojanov, född den 21 mars 1968 i Asenovgrad, Bulgarien, är en bulgarisk kanotist.
Han tog OS-brons i C-2 500 meter i samband med de olympiska kanottävlingarna 1992 i Barcelona.